# Andrea Pratichetti

a Compétitions nationales et continentales officielles uniquement.

b Matchs officiels uniquement.
Dernière mise à jour le 20 mars 2025.
Andrea Pratichetti, né le 26 novembre 1988 à Rome (Italie), est un joueur international italien de rugby à XV évoluant au poste de centre.

## Biographie
Andrea Pratichetti a connu sa première sélection internationale à XV en juin 2012 contre le Canada.
Il est aussi international à sept avec l'Italie, dans une sélection dont il devient même le capitaine.

## Palmarès

### En équipe nationale
- 4 sélections en équipe d'Italie depuis 2012.
- 0 point.
- Sélections par année : 1 en 2012, 3 en 2016
- Tournois des Six Nations disputés : 2016 (3 matchs).